# Félix Welkenhuysen
Félix Welkenhuysen est un footballeur belge né le 12 décembre 1908 à Saint-Gilles (Belgique) et mort le 20 avril 1980.

## Biographie
Il a été défenseur à l'Union Saint-Gilloise dans les années 1930. Il a fait partie de l'Union 60, nom donné à l'équipe demeurée invaincue en Division 1 durant 60 matchs entre le 9 janvier 1933 (Union-Lierse SK, 2-2) et le 10 février 1935 (Daring Bruxelles-Union 2-0). Il a ainsi été trois fois champion de Belgique, consécutivement. 
Comme la plupart des joueurs de cette équipe mythique, il a été international belge. Il a joué quatre matches avec les Diables Rouges en 1934 dont une rencontre du tour préliminaire de la Coupe du monde en Italie contre l'Allemagne (défaite, 5-2).
Il est inhumé au Cimetière de Bruxelles à Evere.

## Palmarès
- International belge en 1934 (4 sélections)
- première sélection : le 20 février 1934, Irlande-Belgique, 4-4  (match amical)
- Participation à la Coupe du monde en 1934 (1 match joué)
- Champion de Belgique en 1933, 1934 et 1935 avec la Royale Union Saint-Gilloise